# Нирнбершки епилог
„Нирнбершки епилог” је југословенски ТВ филм из 1971. године. Режирао га је Јержи Анчак који је написао и сценарио.

## Улоге
| Глумац                     | Улога                                       |
| -------------------------- | ------------------------------------------- |
| Васа Пантелић              | Председник суда                             |
| Властимир Ђуза Стојиљковић | Судски психијатар Гилберт                   |
| Петар Банићевић            | Амерички тужилац                            |
| Ђорђе Јелисић              | Тужилац                                     |
| Божидар Дрнић              | Тужилац                                     |
| Миодраг Гавриловић         | Тужилац                                     |
| Павле Вуисић               | Херман Геринг, оптужени (као Павле Вујисић) |
| Миодраг Радовановић        | Јоахим фон Рибентроп                        |
| Светолик Никачевић         | Вилхелм Кајтел                              |
| Бранко Плеша               | Ернст Калтенбруннер                         |
| Виктор Старчић             | Хјалмар Шахт, оптужени                      |
| Воја Мирић                 | Ханс Франк, оптужени                        |
| Мирослав Петровић          | Оптужени                                    |
| Љиљана Крстић              | Вајан Кутирије                              |

Остале улоге ▼
| Глумац                  | Улога                         |
| ----------------------- | ----------------------------- |
| Мирјана Вачић           | Северина Смаглевска           |
| Михајло Викторовић      | Сведок                        |
| Предраг Лаковић         | Рудолф Хес, сведок            |
| Власта Велисављевић     | Маршал Фридрих Паулус, сведок |
| Божидар Павићевић Лонга | Гизевијус                     |
| Зоран Ристановић        | Шеф гестапоа Дилс             |
| Милан Пузић             | Бранилац                      |
| Стојан Дечермић         | Бранилац                      |
| Владимир Поповић        | Бранилац                      |
| Маријан Ловрић          | Рајзман, бранилац             |
| Душан Почек             | Бранилац                      |
| Радомир Поповић         | Бранилац                      |